# 8 هـ
8 هـ هي سنة في التقويم الهجري امتدت مقابلةً في التقويم الميلادي سنتي 629 و630.

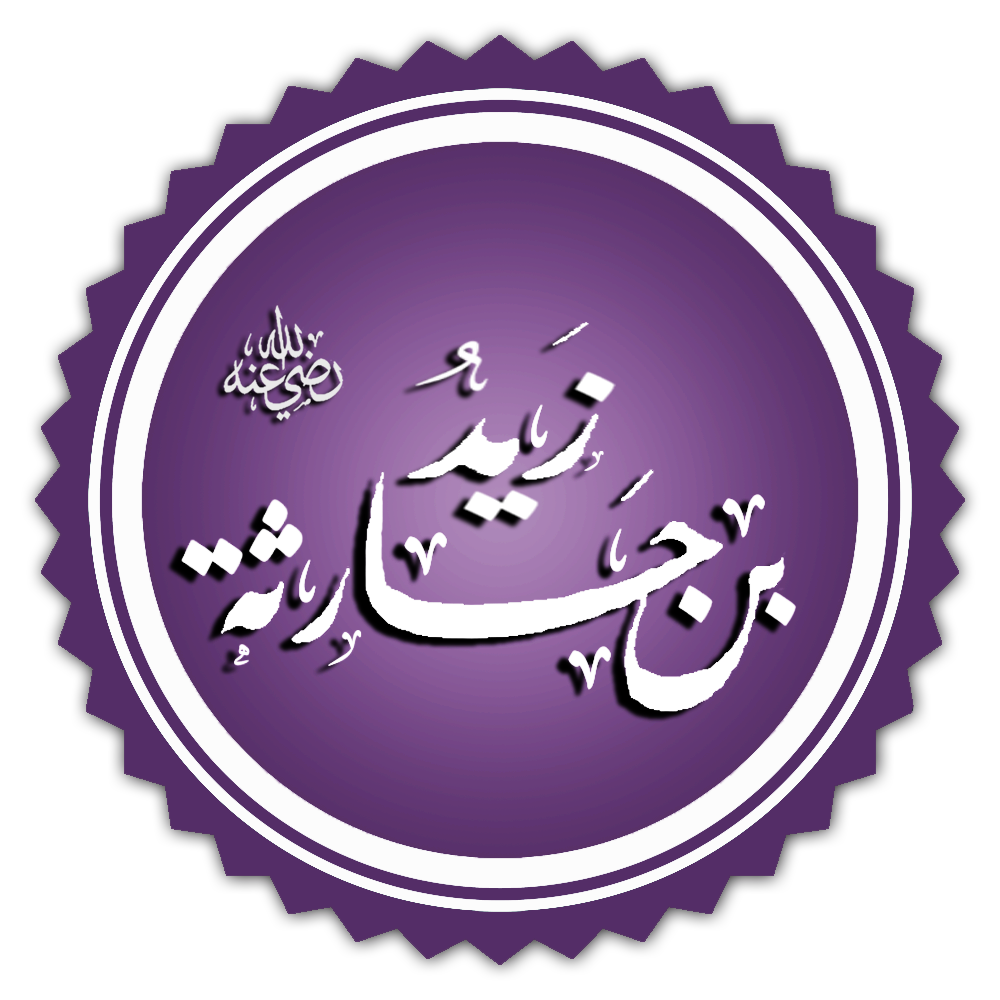
زيد بن حارثة

## أحداث
- 10 رمضان - الموافق 12 يناير 630 - فتح مكة.
- سرية غالب بن عبد الله بني الملوح
- سرية كعب بن عمير إلى ذات أطلاح
- سرية شجاع بن وهب
- معركة مؤتة
- سرية ذات السلاسل
- سرية الخبط بقيادة أبي عبيدة
- سرية أبي قتادة إلى خضرة
- إسلام أبو سفيان بن حرب
- بعث خالد بن الوليد لهدم صنم العزى
- سرية خالد بن الوليد إلى بني جذيمة
- غزوة حنين
- غزوة الطائف
- قدوم وفد هوازن مسلما
- عمرة النبي محمد من الجعرانة
- إسلام عمرو بن العاص
- إسلام خالد بن الوليد
- إسلام عثمان بن طلحة

## مواليد
- عقبة بن نافع
- المهلب بن أبي صفرة
- أبو إدريس الخولاني
- إبراهيم بن محمد
- قبيصة بن ذؤيب

## وفيات
- سعيد بن سعيد بن العاص
- أبو كليب بن عمرو
- الحارث بن النعمان بن إساف
- جابر بن أبي صعصعة
- مسعود بن الأسود
- أبو كليببن عمرو
- زينب بنت محمد
- عبد الله بن رواحة الصحابي.
- زيد بن حارثة
- جعفر بن أبي طالب
- حليمة السعدية
- مسعود بن الاسود
- عمرو بن سعد
- عامر بن سعد
- عباد بن قيس
- كرز بن جابر الفهري
- الحارث بن النعمان
- ثمامة بن أثال
- جابر بن عمرو
- سراقة بن عمرو
- دريد بن الصمة
- وهب بن سعد
- يزيد بن زمعة